# Twan van Gendt
Twan van Gendt (Den Bosch, 9 de junio de 1992) es un deportista neerlandés que compite en ciclismo en la modalidad de BMX.
Ganó una medalla de oro en el Campeonato Mundial de Ciclismo BMX de 2019 y tres medallas en el Campeonato Europeo de Ciclismo BMX entre los años 2015 y 2019. En los Juegos Europeos de Bakú 2015 obtuvo una medalla de plata en la carrera masculina.

## Palmarés internacional
| Campeonato Mundial | Campeonato Mundial       | Campeonato Mundial | Campeonato Mundial |
| Año                | Lugar                    | Medalla            | Competición        |
| ------------------ | ------------------------ | ------------------ | ------------------ |
| 2019               | Heusden-Zolder (Bélgica) | Medalla de oro     | Carrera            |
| Juegos Europeos    |                          |                    |                    |
| Año                | Lugar                    | Medalla            | Competición        |
| 2015               | Bakú (Azerbaiyán)        | Medalla de plata   | Carrera            |
| Campeonato Europeo |                          |                    |                    |
| Año                | Lugar                    | Medalla            | Competición        |
| 2015               | Erp (Países Bajos)       | Medalla de oro     | Carrera            |
| 2017               | Burdeos (Francia)        | Medalla de plata   | Carrera            |
| 2019               | Valmiera (Letonia)       | Medalla de plata   | Carrera            |